# Михалинок
Михалинок (бел. Міхалінак) — деревня в Берёзовском районе Брестской области Белоруссии. Входит в состав Междулесского сельсовета.

## География
Деревня находится в центральной части Брестской области, при автодороге Н-101, на расстоянии приблизительно 16 километров (по прямой) к юго-юго-востоку от города Берёза, административного центра района. Абсолютная высота — 146 метров над уровнем моря. Площадь населённого пункта — 0,5645 км².

## История
По состоянию на 1905 год, в Михалине проживало 28 человек. В административном отношении деревня входила в состав Черняковской волости Пружанского уезда Гродненской губернии.
Согласно Рижскому мирному договору (1921), деревня вошла в состав межвоенной Польши. Входила в состав гмины Матиевичи Пружанского повета Полесского воеводства Польши. В 1921 году числилось 70 жителей, проживавших в 14 домах. В этническом составе населения того периода белорусы составляли 100 %. В конфессиональном составе населения преобладали православные христиане (100 %).
С 1939 года в БССР.

## Население
По данным переписи 2019 года, в деревне проживал 21 человек.
| Год  | Население, человек |
| ---- | ------------------ |
| 1905 | 28                 |
| 1921 | ↗ 70               |
| 2009 | ↘ 61               |
| 2019 | ↘ 21               |